# Sésame ouvre-toi !
Pour plus de détails, voir Fiche technique et Distribution.
Sésame ouvre-toi ! (Girl in the Case) est un film américain en noir et blanc réalisé par William Berke, sorti en 1944.

## Synopsis
William Warner, brillant avocat de la défense, possède une autre compétence encore plus utile : il est expert pour ouvrir tout type de serrure, ce qui s'avère très pratique dans son travail. Cependant, cet atout lui vaut des ennuis lorsqu'il se retrouve involontairement utilisé par des espions nazis qui lui intiment d'ouvrir un coffre verrouillé contenant une formule secrète qu'ils recherchent…

## Fiche technique
- Titre : Sésame ouvre-toi !
- Titre original : Girl in the Case
- Réalisation : William Berke
- Scénario : Joseph Hoffman (en), Dorcas Cochran ; histoire : Charles F. Royal
- Producteur : Sam White
- Production : Columbia Pictures
- Photographie : L. William O'Connell
- Montage : Paul Borofsky
- Musique : John Leipold
- Direction artistique : Lionel Banks, Paul Murphy
- Pays d'origine : États-Unis
- Langue : anglais
- Format : noir et blanc - projection : 1,37:1 - son : Mono (Western Electric Mirrophonic Recording)
- Genre : Comédie policière
- Durée : 65 min
- Dates de sortie :
  -  États-Unis : 20 avril 1944
  -  France : 14 juillet 1950

## Distribution
- Edmund Lowe : William Warner
- Janis Carter : Myra Warner
- Robert B. Williams : Malloy
- Richard Hale : John Heyser
- Stanley Clements : Tuffy
- Carole Mathews : Sylvia Manners
- Dusty Anderson : jolie fille (non créditée)